# Balchunas-Pass
Der Balchunas-Pass ist ein Gebirgspass im westantarktischen Marie-Byrd-Land. In den McCuddin Mountains verläuft er zwischen Mount Flint und Mount Petras.
Der United States Geological Survey kartierte ihn anhand eigener Vermessungen und Luftaufnahmen der United States Navy aus den Jahren zwischen 1959 und 1965. Das Advisory Committee on Antarctic Names benannte ihn nach Robert Charles Balchunas (1929–2010), Verantwortlicher für die unterstützenden Transportaktivitäten während der Deep Freeze Operationen der Jahre 1971, 1972 und 1973.